# 파이데 린나메스콘드
파이데 린나메스콘드(에스토니아어: Paide Linnameeskond)는 파이데를 연고로 하는 에스토니아의 축구 클럽이다. 현재 메이스트릴리가에 참가하고 있다.

## 성적
- 에스토니아 컵 준우승 1회 (2014-15)

## 선수 명단

### 현역
- 시임 루츠(2019 ~ )

### 역대
틀:파이데 린나메스콘드 선수 명단